# Stanisław Kaźmierczak (hokeista)
Stanisław Kaźmierczak (ur. 5 marca 1950 w Poznaniu) – polski hokeista na trawie, olimpijczyk.

## Życiorys
Syn Antoniego i Heleny z Mielickich, ukończył Zasadniczą Szkołę Zawodową w Poznaniu (1967), uzyskując zawód elektryka. W latach 1963–1983 uprawiał hokej w Warcie Poznań (z przerwą na służbę wojskową w latach 1969–1971, kiedy grał w Grunwaldzie Poznań). Zdobył siedem tytułów mistrza Polski na otwartych boiskach (1969, 1970, 1972, 1973, 1975, 1976, 1980) i sześć tytułów mistrza Polski w hali (1969, 1971, 1973, 1975, 1976, 1982). Grał na pozycji napastnika.
W latach 1969–1980 wystąpił w 77 meczach reprezentacji narodowej, strzelając 28 bramek. Brał udział w trzech turniejach finałowych mistrzostw Europy (1970, 1974, 1978), startował również na olimpiadzie w Monachium w 1972 (Polska zajęła 11. miejsce, Kaźmierczak strzelił jedną bramkę w przegranym meczu z Holandią).
Otrzymał tytuł "Zasłużonego Mistrza Sportu". Od 1986 aktywny jako sędzia hokejowy, w 1993 uzyskał uprawnienia sędziego międzynarodowego. Żonaty (z Haliną z Marcinkowskich), ma dwie córki (Monikę i Anitę).